# Rigobert Nimi
Rigobert Nimi, né en 1965 à Tshela au Bas-Congo, est un artiste plasticien congolais, dont l'œuvre se caractérise par des machines animées, lumineuses et sonores. 

## Biographie
Il rejoint à Kinshasa à 5 ans. À partir de sept ans, il fabrique ses propres jouets à partir de matériaux de récupération comme beaucoup d'autres enfants de son âge, mais contrairement à eux, persiste arrivé à l'adolescence. Il fait sa première exposition à l'âge de 16 ans, sans prétention artistique, mais pour le simple plaisir de faire partager ses créations.  Il est ouvrier métallurgiste dans une usine de construction navale, et étudie pendant cinq ans la mécanique appliquée dans un institut professionnel avant de se tourner vers l'art,, où il réutilise ses compétences  pour concevoir ses objets, sélectionner, découper mettre en forme et assembler les matériaux. 
Pendant quelques années, il vend ses travaux en local, avant d'être découvert en 1998 par André Magnin, qui lui en achète quelques-unes, principalement des modèles réduits représentant des  avions, des motos, des trains.  L'année suivante, quand il lui repropose le même type d'objets,  André Magnin lui suggère d'être plus créatif. Rigobert Nimi considère que ce refus marque un tournant dans sa production: Il  explore alors son imaginaire alimenté par les dessins animés et films de science-fiction et se lance dans la création de travaux plus imposants, sur le thème des sujets qui le passionnent depuis toujours, l'espace et la technologie. Naissent ainsi une usine robotisée et des machines spatiales.  Ses œuvres prennent plus d'ampleur ensuite, avec des stations spatiales et des villes imaginaires.  
À partir de 2005, ses œuvres sont régulièrement exposées, principalement  en Europe et aux États-Unis :  au Musée des Beaux-Arts de Houston en 2005  lors de African Art Now consacrée à une sélection de la collection de Jean Pigozzi , et la même année à Monaco, avec une exposition collective Arts of Africa, sur le même thème ; en 2006 au musée Guggenheim de Bilbao lors de  100% Africa , en 2005 et 2006 à la galerie Cécile Fakhoury pour l'exposition   Kin-Babi, à l'espace Cartier en 2015 lors de l'exposition Congo Kitoko (« Beauté Congo »), à la fondation Louis Vuitton en 2017.